# Wieliczki (gemeente)
De Gemeente Wieliczki is een landgemeente in het Poolse woiwodschap Ermland-Mazurië, powiat Olecki. De gemeente telt ongeveer 3700 inwoners en heeft een oppervlakte van 141 km².

## Administratieve plaatsen (sołectwo)
Cimochy, Cimoszki, Gąsiorówko, Godziejewo, Guty, Jelitki, Kleszczewo, Krupin, Małe Olecko, Markowskie, Niedźwiedzkie, Nory, Nowe Raczki, Puchówka, Rynie, Sobole, Szeszki, Urbanki, Wieliczki, Wilkasy, Wojnasy.

## Overige plaatsen
Bartkowski Dwór, Chmielnik, Gąsiorowo, Godziejewo, Krzyżewko, Nowy Młyn, Puchowica, Puchówka, Starosty.